# Cicindela highlandensis
Cicindela highlandensis este o specie de insecte coleoptere descrisă de Choate în anul 1984. Cicindela highlandensis face parte din genul Cicindela, familia Carabidae. Această specie nu are alte subspecii cunoscute.